# Епирска деспотовина
Епирска деспотовина је била једна од грчких држава-наследница Византијског царства насталих након крсташког освајања Цариграда 1204. године. Постојала у различитим границама до краја 14. века. Језгро јој се налазило у истоименој области Епира и Акарнанији. Историја јој је обележена сталним сукобима са главним регионалним силама на Балкану (Византијским царством васпостављеним ослобођењем Цариграда 1261. и Бугарском, касније са Напуљском краљевином и Србијом), које су покушавале да прошире подручје своје власти на Епир. Свој врхунац је Епирска деспотовина је достигла 1224. године када је Теодор Анђео (деспот 1214—1224, цар 1224—1230) заузео Солун, срушио Солунску краљевину и прогласио се за цара. Међутим, већ 1230. године у бици на Клокотници претрпео је пораз од Бугара после чега је уследио процес пропадања и лагане дезинтеграције деспотовине. Раздробљен на бројна засебна господства, Епир је постепено интегрисан у Османско царство 1386-1449.
Термин Епирска деспотовина као ознака за западногрчку државу није историјски и не користи се у савременим изворима. Међутим, Епир је био независан у односу на Никејско односно растаурирано Византијско царство Палеолога. Његови владари су се понекад називали архонтима или само кировима (господинима). У периоду после 1230. неки епирски владари су добили деспотску титулу од никејског односно византијског цара.

## Настанак и успон
Оснивач Епирске деспотовине је био Михајло I Анђео, нелегитимни син севастократора Јована Анђела Комнина, основао је Епирску деспотовину која је обухватала Епир са Албанијом, Етолијом и Акарнанијом. Преко своје баке Теодоре Комнине био је потомак цара Алексија I и на тај начин рођак царева Исака II и Алексија III. До свргавања Исака II узнапредовао је у служби и постао управник малоазијске теме. Павши у немилост Алексија III, затекао се у Константинопољу, када су учесници Четвртог крсташког похода освојили град у лето 1203.
Након пада Цариграда априла 1204. крсташи су прионули подели Византијског царства међу собом. Млечани су том приликом захтевали и на епирску обалу заједно са Јонским оствима. Међутим, Михаило се прикључио пратњи Бонифација Монфератског, када се овај запутио да запоседне земље у северној Грчкој које је тражио. Михаило се у Тесалији одвојио од Бонифација и скренуо у Арту, која је још била под контролом византијског управника Сенахерима, коме је намеравао да помогне у отпору против Латина.
Када је стигао у Арту, Сенахерим је већ био мртав. Одлучно је сузбио једну побуну управљену против постојеће византијске управе, прогласио себе управником и оженио кћерку или удовицу свог претходника, чиме се докопао и пространих добара у овој области. Дотадашње чиновнике је оставио на положајима, а у поседе племства и цркве није дирао, због чега су ови прихватили његову власт без проблема. Михаило је тако постао владар најбогатије области у Романији, коју није захватило ратно пустошење. Консолидацији епирске државе ишло је у прилог и то што је много грчких избеглица емигрирало из области коју су освојили Латини.
Њега 1215. године наслеђује Теодор Анђео, чија је ћерка била удата за краља Радослава. За време његове владавине Епирска деспотовина постаје најснажнија држава на Балкану. Успешним ратовима он 1224. године осваја Солун и уништава Солунску краљевину, придодавши својим земљама Тесалију, источну Македонију и делове Тракије. Након освајања Солуна охридски архиепископ га овенчава за цара Ромеја чиме Теодор јасно исказује своје намере да обнови Царство.

## Пад и пропаст
Бугари 1230. године у бици на реци Клокотници побеђују Теодорове трупе, а самог Теодора заробљавају и ослепљују. Последица овог пораза било је бугарско освајање Македоније и Тракије, док је никејски цар Јован III Дука заузео Солун.
Деспотовином након тога наставља да влада Михајло II Анђео, коју су у то доба чинили Епир и Тесалија. Он почиње да води активну политику против Никејског царства и његовог покушаја да обнови Византију. Сарађујући са Ахајском кнежевином и Напуљском краљевином настоји да заједничким напорима освоје Цариград и обнове Византију на челу са Анжујцима, али се њихов подухват завршава неуспехом.
Никејски цар Михајло VIII Палеолог осваја 1261. године Цариград и обнавља Византију, после чега деспотовина полако губи моћ и претензије на царски венац. Последњи делови деспотовине потпали су под византијску власт 1340. године.

## Епирски владари

### Династија Комнин-Дука
- Михаило I Комнин Дука (1205–1214)
- Теодор Комнин Дука (1214–1230), прогласио се за цара у Солуну 1225 или 1227.
- Михаел II Комнин Дука (1230–1271)
- Нићифор I Комнин Дука (1271–1297)
- Тома I Комнин Дука (1297–1318)

### Династија Орсини
- Никола Орсини (1318–1323)
- Јован II Орсини (1323–1335)
- Нићифор II Орсини (1335–1337 и 1356–1359)

### Династија Немањића
- Симеон Урош Палеолог (1359–1366), цар Срба и Ромеја
- Тома II Прељубовић (1367–1384), деспот
- Марија Ангелина Дукена Палеологина (1384–1385), царица

### Династија Буонделмонти
- Изаул де Буонделмонти (1385–1411)
- Ђорђо де Буонделмонти (1411)

### Династија Токо
- Карло I Токо (1411–1429)
- Карло II Токо (1429–1448), пад Јанине 1430
- Леонардо III Токо (1448–1479), пад Арте 1449. и Ангелокастрона 1460.